# Ipomopsis macrosiphon
Ipomopsis macrosiphon là một loài thực vật có hoa trong họ Polemoniaceae. Loài này được (Kearney & Peebles) V.E. Grant & Wilken mô tả khoa học đầu tiên năm 1992.